# Novocheboksarsk
Novocheboksarsk (en ruso: Новочебокса́рск, en chuvasio: Çěнě Шупашкар) es una ciudad de la república de Chuvasia, en Rusia. Está situada a 15 km al este de la capital de Chuvasia, Cheboksary, sobre la orilla meridional del Volga. Con una población de 123.922 habitantes, según censo de 2013.

## Historia
Novocheboksarsk fue fundada el 18 de noviembre de 1960 como una ciudad satélite de Cheboksary, formada por la absorción de varios pueblos circundantes: Yelnikovo, Urakovo, Yandashevo, Anatkasi y Tsygankasi. Recibió el estatus de ciudad en 1965. Se desarrolló rápidamente, llegando a los 100.000 habitantes el 29 de octubre de 1983.

## Demografía
| 1967   | 1970   | 1979   | 1989    | 2002    | 2008    | 2009    |
| ------ | ------ | ------ | ------- | ------- | ------- | ------- |
| 24 000 | 38 900 | 85 300 | 114 800 | 125 857 | 126 343 | 126.885 |

## Economía y transporte
Novocheboksarsk cuenta con varias grandes empresas
- OAO Chuvachénergo : central eléctrica de Cheeboksary (Чебоксарская ГЭС ОАО Чувашэнерго).
- OAO Jimprom (ОАО Химпром) : sosa cáustica, productos fitosanitarios, colorantes sintéticos, ácido clorhídrico, cloro, etc.
- OAO Fabrika Piké (ОАО Фабрика Пике) : hilos de algodón, mercería, filés de coton, bonneterie, calcetines tricotados, etc.

Al estar conectada a la autopista rusa M7 y contar con un puerto en el Volga, la ciudad es un importante lugar de intercambio de tráfico. La estación de ferrocarril más cercana es Cheboksary. Entre otras cosas, el transporte público se basa en una red independiente de trolebuses que fue puesta en funcionamiento en 1979.

## Personalidades
- Olga Yegorova (n. 1972), atleta de distancia media.
- Daria Spiridonova (n. 1998), ginmasta artística.

## Galería

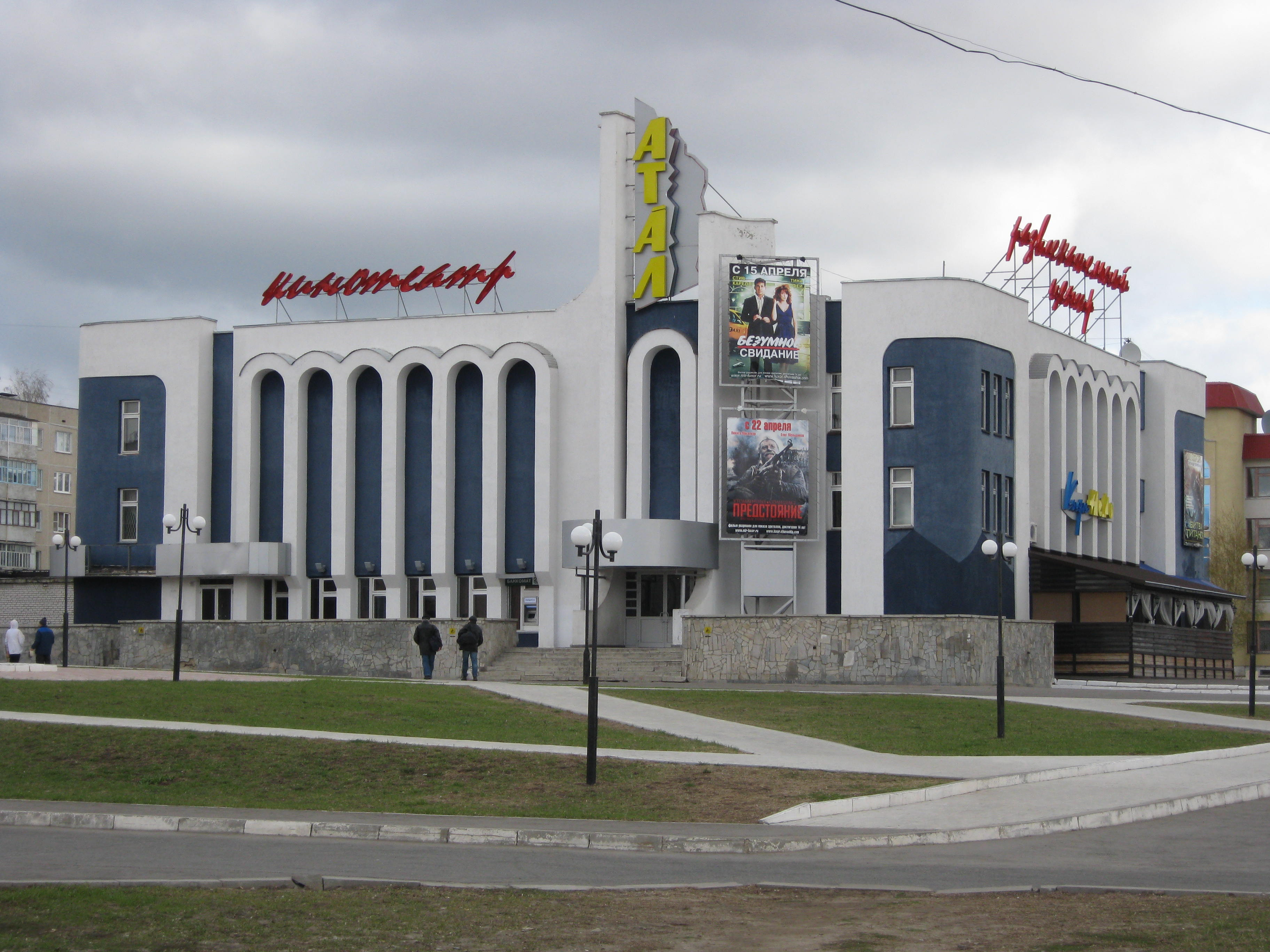
Cine-teatro Atal.
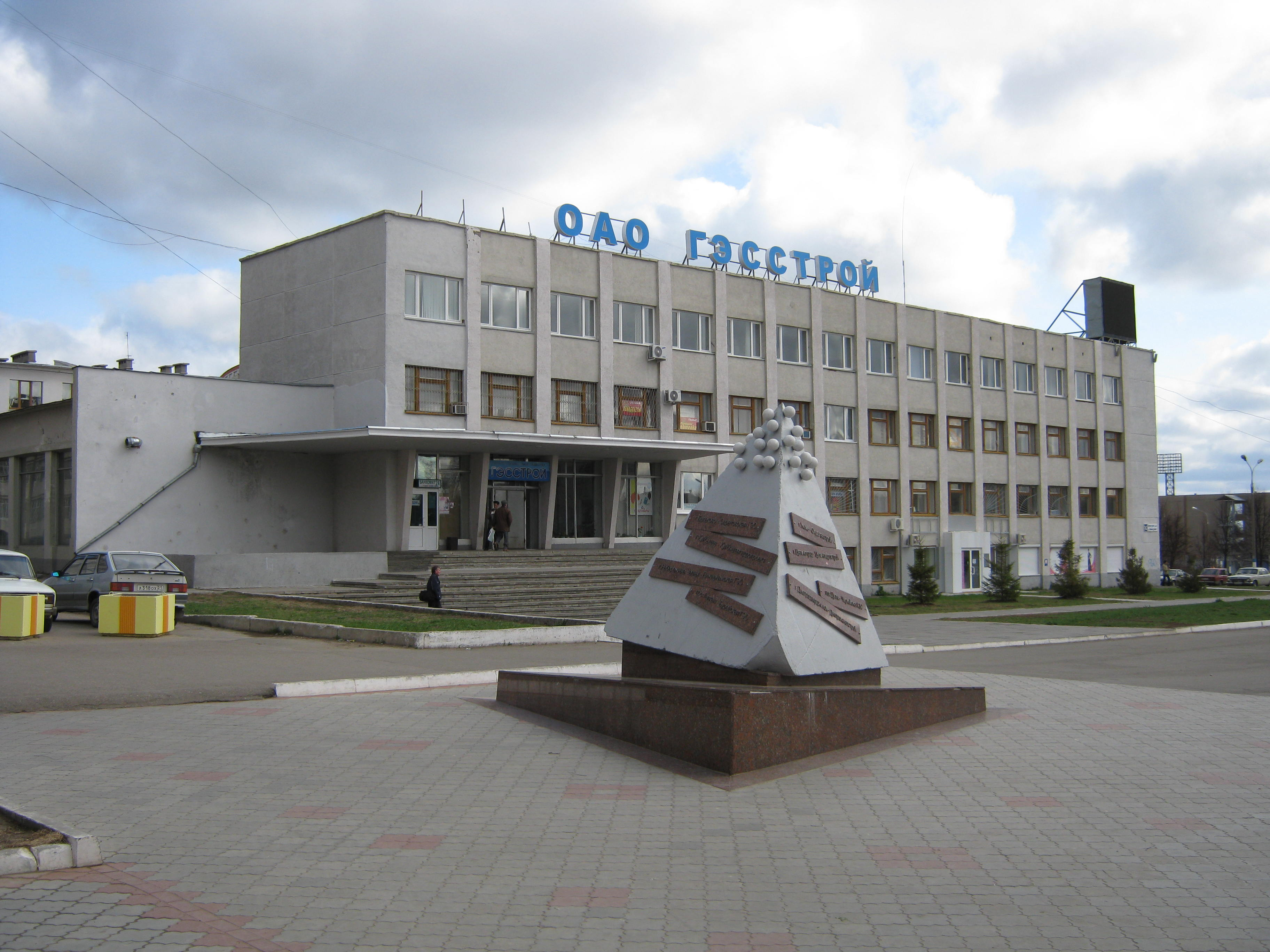
OAO GESTRÓI.
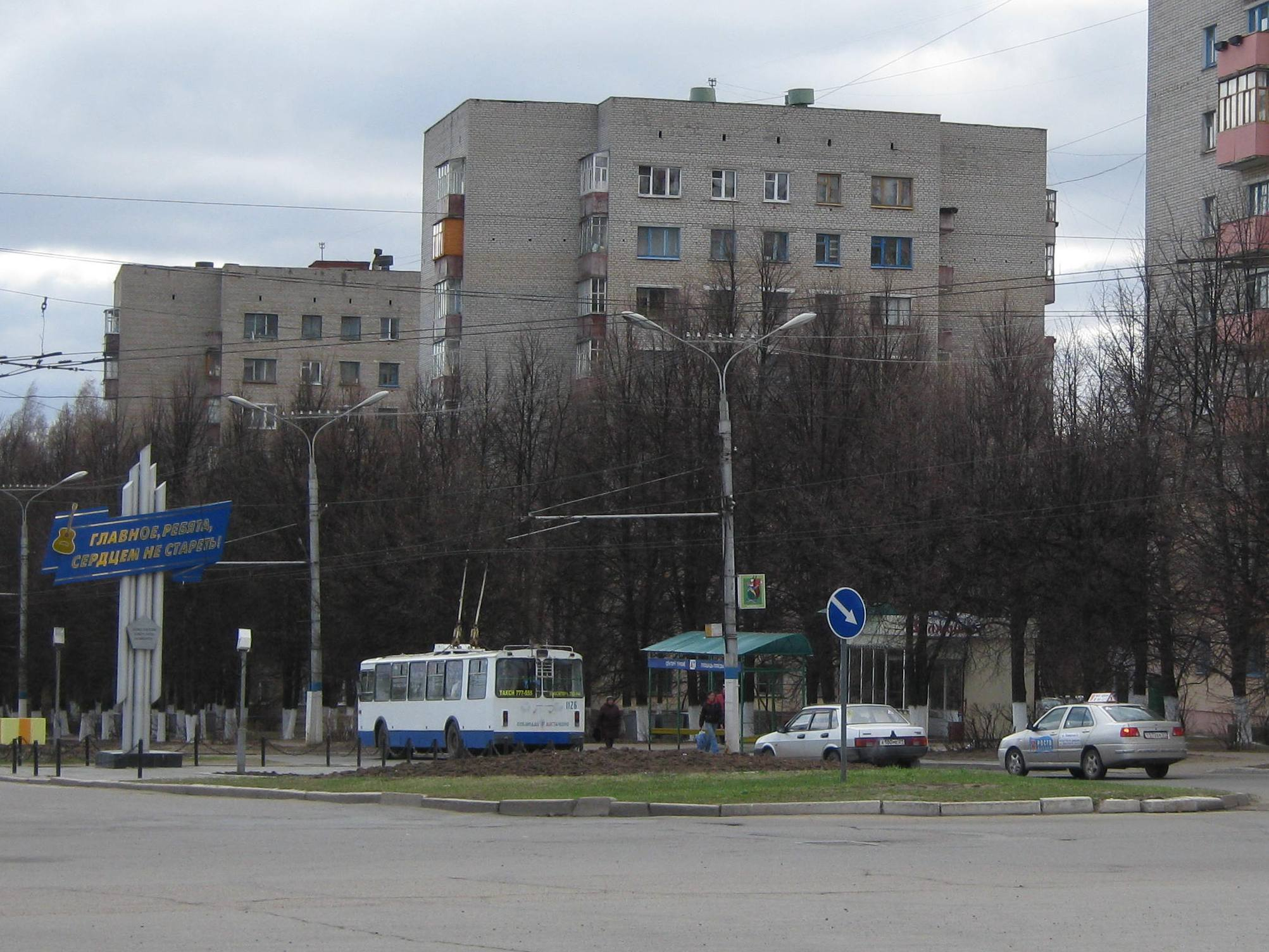
Calle Zh. Krutov.
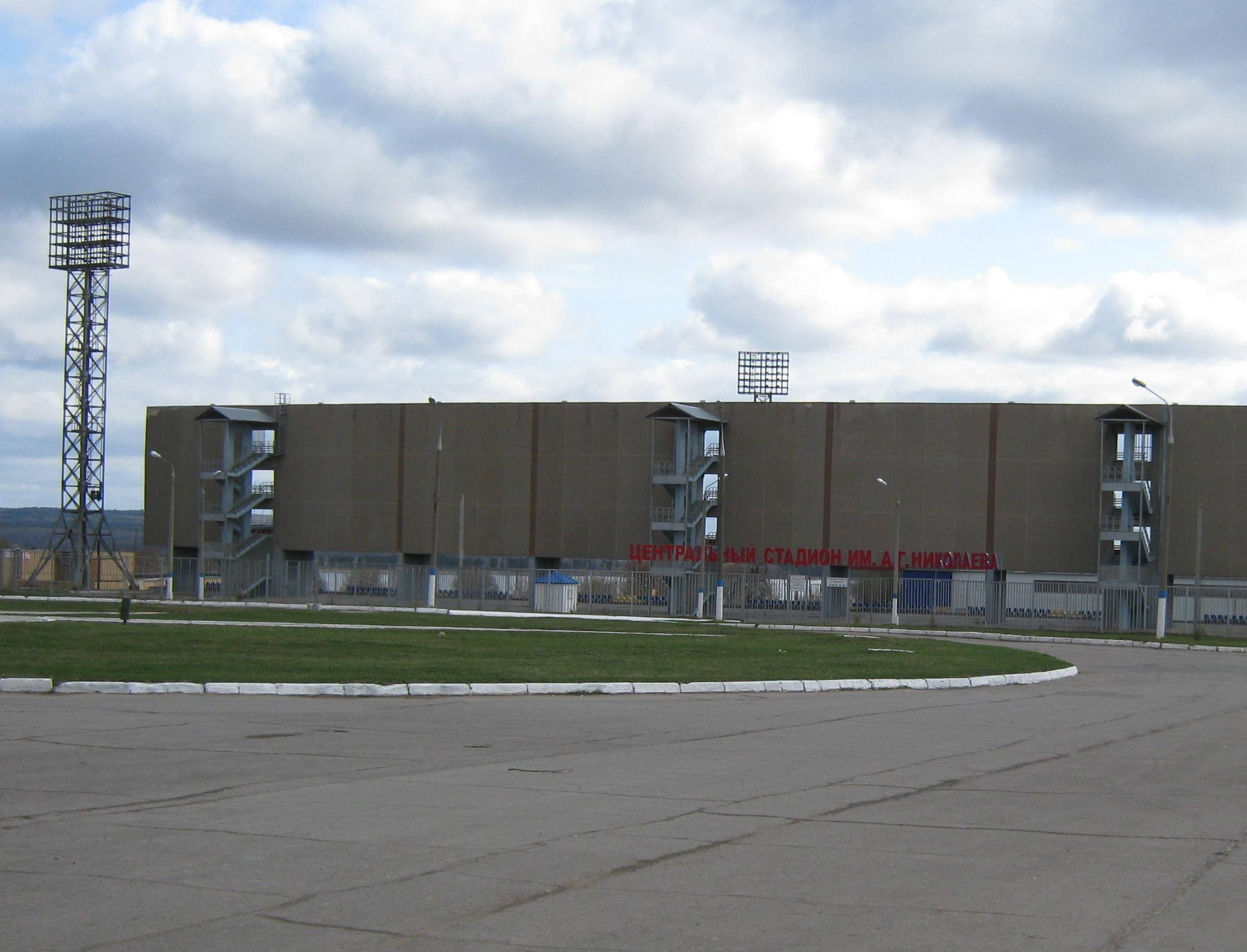
Estado A. G. Nikoláyeva.
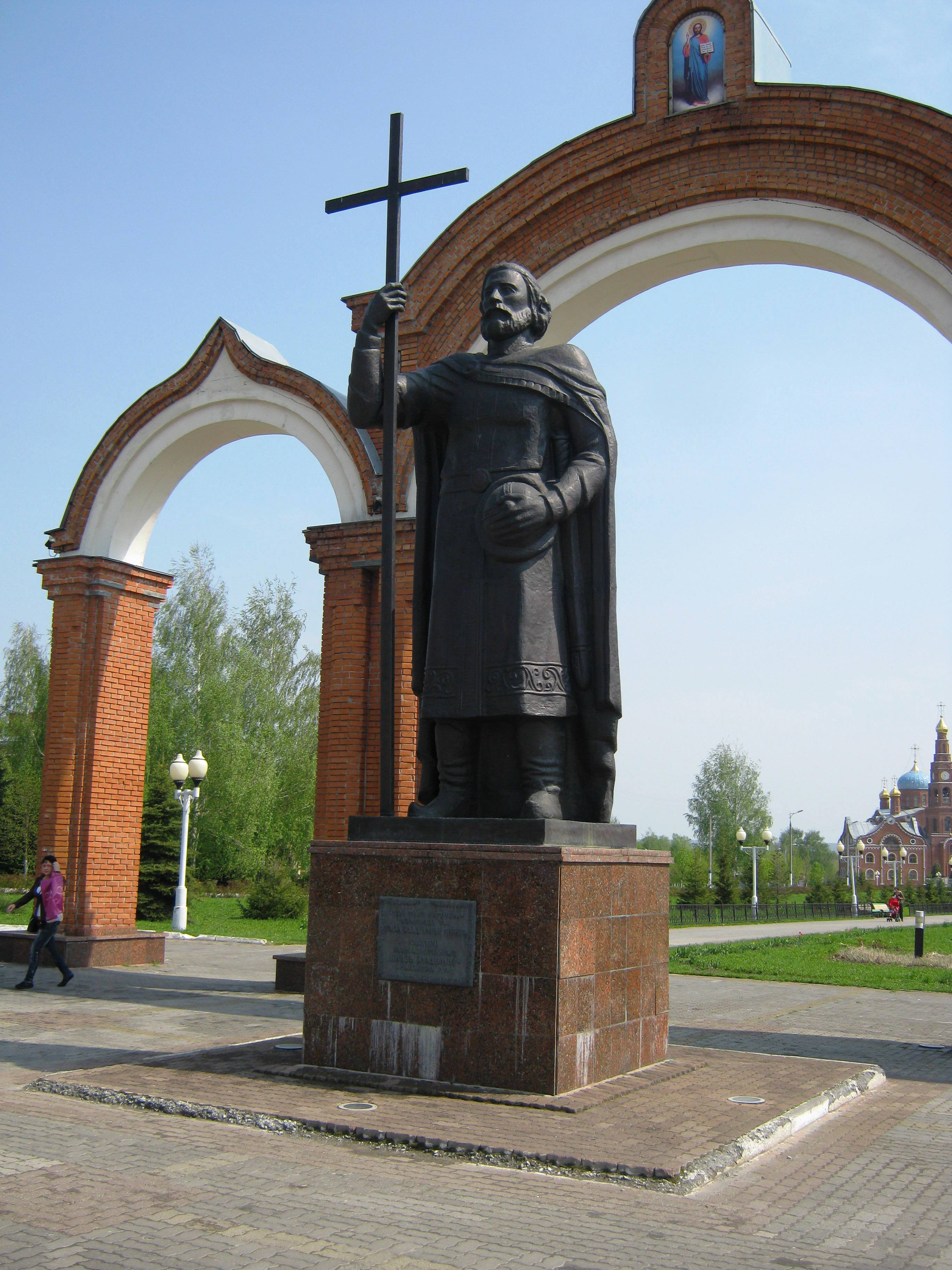
Monumento a los príncipes de Vladímir
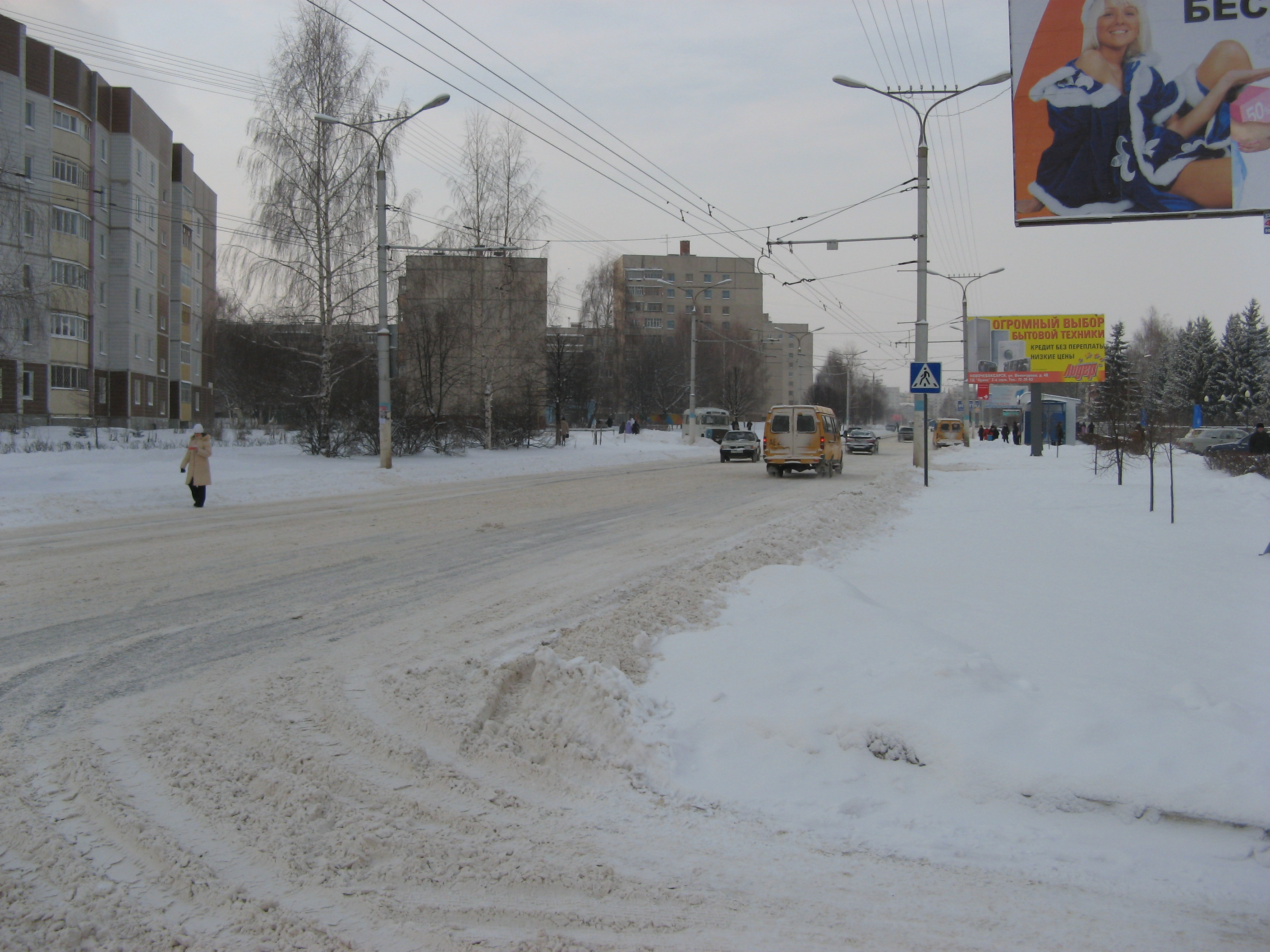
Invierno en Novocheboksarsk
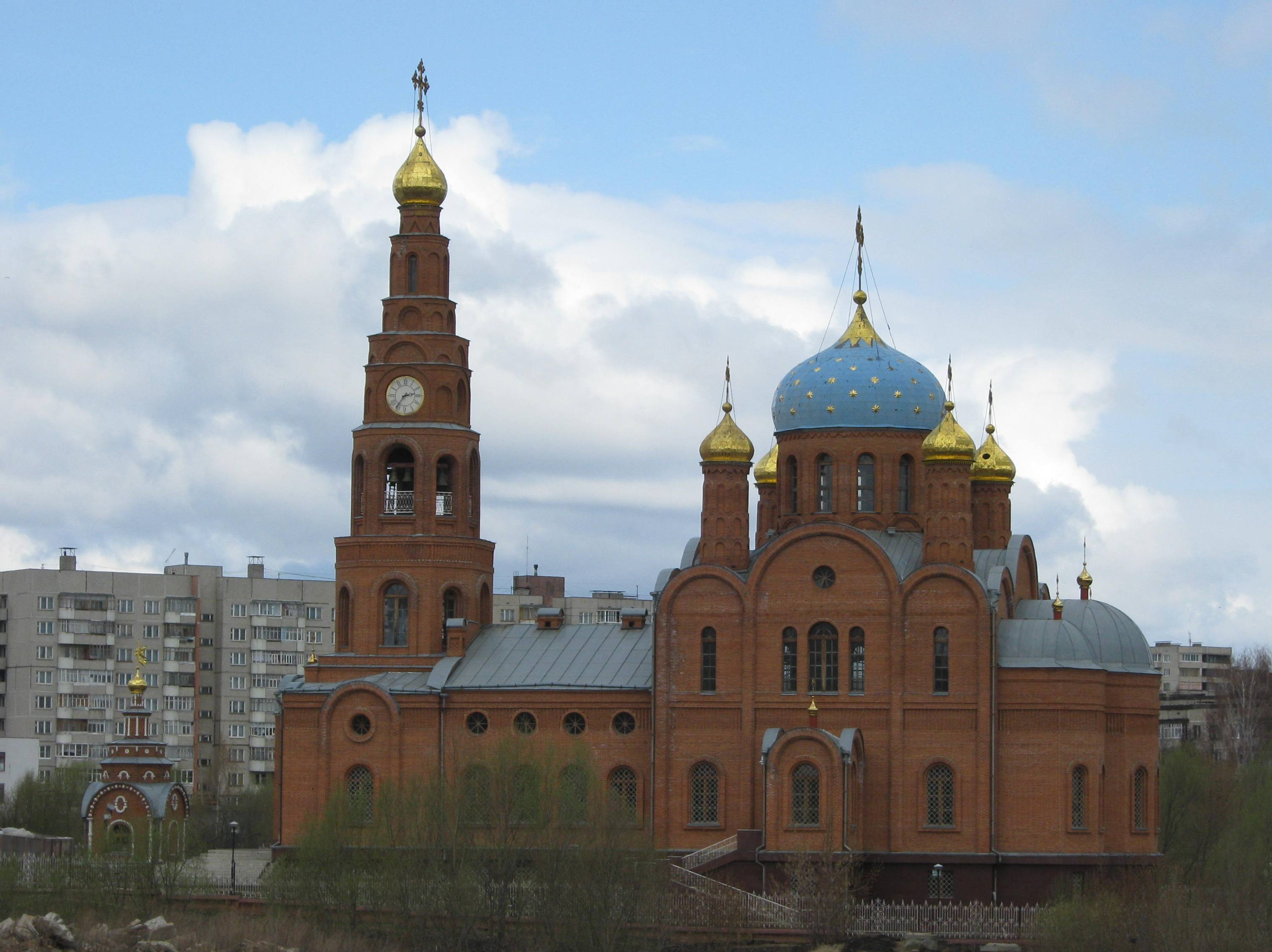
Iglesia Vladímirski

## Ciudades hermanadas
- Klímovsk - Rusia.
- Sterlitamak - Rusia.
- Žatec - República Checa.